# Glicación
La glicación es un término que describe la modificación postraduccional permanente de los grupos amino de las proteínas por la acción de azúcares reductores. También se denomina reacción de Maillard o incorrectamente "glucosilación no enzimática de proteínas", debido a que la glucosilación es una modificación postraduccional estrictamente enzimática y altamente regulada. Aunque inicialmente se aplicó en la industria alimentaria, y afecta también a lípidos y ácidos nucleicos. La acción de los azúcares reductores produciendo alteraciones permanentes, altera no solo sus características físicas, sino también su función biológica. Estas modificaciones derivadas de la acción de azúcares reductores se han denominado PGA (por "productos de la glicación avanzada"; en inglés AGE por advanced glycation end products).
Se han realizado muchos estudios para tratar de evaluar la importancia de las modificaciones PGA, y los datos indican que la glicación no enzimática juega un papel primordial en los mecanismos patogénicos relacionados con los procesos de envejecimiento normal y la diabetes, como es el caso de las cataratas.
Uno de estos estudios, que actualmente esta tomando una gran relevancia diagnóstica para identificar los procesos de glicación, es el desarrollado bajo la metodología del: Sistema de Aplicación de Técnicas para el Diagnóstico Metabólico (Sistema ATDM), realizándose un estudio clínico multicéntrico, a más de 5000 personas, en diversos países de América, donde aplicando la técnica de capilaroscopía, se pueden identificar in vivo, en tiempo real, los procesos de glicación de la reacción de Maillard o glicación no enzimática, directamente en los tejidos corporales, lo que es un gran avance científico y tecnológico, ya que esta técnica y metodología, permite ver las reacciones químicas de la glicación en tiempo real en las personas.

## Modificaciones químicas
La glicación no enzimática fue descrita por primera vez en 1912 por el químico francés Louis-Camille Maillard, quien trataba de explicar el color dorado de los alimentos al cocinarlos, y el cambio de color y textura de los alimentos tras un almacenamiento prolongado.
La reacción de Maillard o glicación no enzimática comienza con la formación espontánea de una base de Schiff reversible, entre el grupo aldehído de un azúcar reductor (como la glucosa) y el grupo amino primario de una macromolécula, habitualmente una proteína. En poco tiempo (días), la base de Schiff puede reorganizarse intramolecularmente y alcanzar un equilibrio más estable, aunque aún reversible, el producto de Amadori (en el caso de la glucosa). Tras algunas semanas, los productos de Amadori pueden sufrir reacciones espontáneas intra e intermoleculares, deshidrataciones y condensaciones, para generar un conjunto heterogéneo de productos irreversibles, que son en general fluorescentes, amarillentos y estables. Estos productos se denominan colectivamente PGA, y su formación es enteramente no enzimática.
La formación de PGA depende de un número de variables: temperatura, pH, concentración de proteínas y glucosa y de la tasa de renovación (turnover) del sustrato. In vivo, la variable que sufre mayores modificaciones es el nivel de glucosa en sangre.
Por otro lado, las proteínas de vida media larga (como las cristalinas del cristalino) tienen más posibilidades de acumular modificaciones que las proteínas de rápida renovación, en estas últimas, el proceso de glicación no supera en general, las etapas iniciales (formación de la base de Schiff y eventualmente la del producto de Amadori).
Las proteínas que están expuestas a la glucosa circulante, como las proteínas extracelulares o séricas (como la hemoglobina de los eritrocitos), serán más vulnerables a la acción de la glicación no enzimática. Por ello, en la diabetes, en la que los niveles de glucosa en sangre están elevados de forma permanente (una condición denominada hiperglicemia crónica), las tasas de acumulación de proteínas modificadas por PGA aumentan (por ejemplo en el cristalino, originando cataratas y en los eritrocitos, lo que se utiliza como método diagnóstico).

## Acumulación de los productos de la glicación avanzada
Las proteínas modificadas por los PGA pueden encontrarse en el plasma, en el compartimiento intracelular y en la matriz extracelular; especialmente en la pared arterial, el mesangio glomerular, las membranas básales glomerulares, los vasos capilares sanguíneos, la vasculatura retiniana, el cristalino, el perineurum y las fibras nerviosas mielínbas y amielínicas.

## Efectos funcionales
Los PGA pueden ser formados en el organismo o ser incorporados a través de los alimentos o el tabaco, estudios han mostrado que alrededor de un 10% de Carboximetil-lisina (CML), uno de los PGA más estudiados, ingerido se absorbe a nivel intestinal
Las modificaciones estructurales asociadas a los PGA producen alteraciones funcionales en las moléculas afectadas. Este tipo de modificaciones se han detectado asociados con el envejecimiento y la diabetes, lo que sugiere que los efectos de una hiperglicemia crónica serían similares a un envejecimiento acelerado.
Las moléculas modificadas por PGA circulan por todo el organismo y ejercen su acción de dos principales formas: interactuando con receptores y directamente al unirse en forma covalente a proteínas, modificando su estructura y función.

### Proteínas intracelulares
La primera molécula afectada por la glicación que se identificó es un tipo minoritario de hemoglobina, denominada HbA1c, en los eritrocitos. Más tarde, se observó que este tipo de hemoglobina era más abundante en los individuos diabéticos en comparación con los no diabéticos. Estudios posteriores identificaron un producto de Amadori derivado de la glucosa ligado covalentemente a la valina N-terminal de la cadena ß de la hemoglobina. En la actualidad, la medida clínica de la hemoglobina glicada en los eritrocitos se ha convertido en indicador de los niveles de glucosa circulantes en sangre, y se utiliza de forma rutinaria para confirmar el control de la diabetes durante el periodo de 3-4 semanas previo al muestreo.
Las proteínas del cristalino, las cristalinas, también son candidatas probables para mostrar una acumulación de PGA, ya que se renuevan muy poco y la glucosa entra en las fibras del cristalino independientemente de la insulina (como ocurre en los eritrocitos), de manera que las alteraciones en estos dos tipos de proteínas (la hemoglobina y las cristalinas) reflejan directamente las variaciones plasmáticas de glucosa. El aumento con la edad de agregados proteicos y cromóforos fluorescentes sugiere un importante efecto de la glicación no enzimática. Esta acumulación de agregados contribuye a la opacidad del cristalino y la aparición de cataratas. Estudios in vitro han confirmado que las cristalinas reaccionan con la glucosa, produciendo ligamientos cruzados, cambios en la absorbancia y aparición de compuestos fluorescentes, similares a los observados en el envejecimiento y la diabetes.

### Proteínas extracelulares
Las proteínas extracelulares, como las proteínas presentes en células independientes de insulina, están expuestas directamente a las variaciones plasmáticas de glucosa. La proteína predominante en la matriz extracelular y el componente principal de los tejidos conectivos, como piel, tendones y huesos, es el colágeno. Dada su abundancia, su larga vida media y su exposición a la glucosa circulante, es una buena candidata a sufrir acumulación de PGA. De hecho, una de las características del envejecimiento es un incremento de la rigidez y la dureza del colágeno, y esta disminución de la flexibilidad podría, en parte, atribuirse a ligamientos cruzados entre fibras de colágeno mediadas por PGA. En los casos en los que se ha medido la presencia de PGA en tejidos ricos en colágeno, como la aorta, la duramadre o la piel, se ha observado una correlación positiva con la edad. La modificación por PGA del colágeno también podría contribuir en la aterosclerosis, nefropatías y alteraciones vasculares periféricas. El colágeno modificado por PGA puede formar ligamientos cruzados con proteínas séricas, como lipoproteínas de baja densidad, albúmina o inmunoglobulinas, contribuyendo a la formación de las placas de aterosclerosis, espesamiento de la membrana basal en tejidos renales y oclusión de los vasos periféricos.
Existen muchas otras proteínas abundantes en el plasma en las que se han identificado modificaciones de Amadori como en la transferrina, la α-1-antitripsina, la α-2-macroglobulina, la apolipoproteína A-I y HaII, el fibrinógeno y la α-1-glicoproteína ácida.

### Otras alteraciones
Estudios recientes sugieren que las modificaciones por PGA podrían contribuir al desarrollo de otras enfermedades relacionadas con la edad, como la enfermedad de Alzheimer y el infarto cerebral. La acumulación progresiva de placas de ß-amiloide en el cerebro es la característica fundamental del alzheimer. En estudios recientes se ha detectado que dichas placas contienen casi tres veces más PGA que controles de edad similar. Además, la glicación de ß-amiloide soluble in vitro produjo agregados de fibrillas amiloides insolubles. Estos y otros estudios sugieren que la glicación podría estar implicada en procesos neurotóxicos.
Por otro lado, estudios iniciales in vitro indican que los grupos amino de los ácidos nucleicos, tanto libres como polimerizados, en moléculas de hebra simple o doble, pueden reaccionar con la glucosa y la glucosa-6-fosfato. Estas reacciones producen compuestos modificados, fluorescentes, similares a los observados en proteínas. Cuando se utilizó un plásmido de ADN glicado para transformar bacterias, la efiencia de la transformación disminuyó considerablemente. La glicación no enzimática del ADN puede tener efectos mutagénicos, ya que compromete de forma permanente la integridad del genoma y puede alterar las funciones celulares, pudiendo inducir la muerte celular en casos extremos, al activar la respuesta al daño del ADN. Los tipos de mutaciones que se han observado en ADN modificado por PGA incluyen no solo sustituciones de bases, sino también deleciones e inserciones, lo que sugiere que las modificaciones por PGA inducen mecanismos complejos de reparación del ADN.
Estudios bien documentados muestran un aumento de alteraciones congénitas en bebés nacidos de madres diabéticas insulinodependientes. Utilizando modelos animales (ratones) para analizar el efecto de la hiperglicemia en el ADN de los fetos, se piensa que existe un mecanismo común de daño en el ADN y reparación ineficiente en el envejecimiento normal y en los embarazos de madres diabéticas.

## Opciones farmacológicas
El conocimiento de las vías químicas de la producción de PGA ha permitido el desarrollo de moléculas inhibidoras. La primera de estas moléculas ha sido la aminoguanidina, que puede reaccionar con los productos de Amadori para formar productos que no producen PGA, y es efectivo in vitro y en ensayos con animales.